# Comunità della Vallagarina
La Comunità della Vallagarina (C10) è una comunità di valle della provincia autonoma di Trento. Prevista dalla legge provinciale 16 giugno 2006, n. 3, essa ha sostituito l'ex Comprensorio della Vallagarina, che comprendeva anche il comune di Folgaria, ora facente parte della Magnifica Comunità degli Altipiani cimbri.

## Geografia fisica
La comunità confina ad ovest con la Comunità Alto Garda e Ledro (9), a nord con il Territorio della Val d'Adige (15), la Comunità della Valle dei Laghi (16) e la Comunità Alta Valsugana e Bersntol (4), ad est con la Magnifica Comunità degli Altipiani cimbri (12) e la Provincia di Vicenza, a sud con la Provincia di Verona.
Nonostante la comunità sia denominata Vallagarina, alcuni comuni non si trovano nell'omonima valle, la cui altezza media si mantiene piuttosto bassa (non sopra i 210 m. s.l.m.):
- Ronzo-Chienis si trova in Val di Gresta, ad un'altitudine di 1000 m s.l.m.;
- Trambileno è alla confluenza tra il Leno di Vallarsa e il Leno di Terragnolo, nella valle del Leno, ad un'altitudine di 525 m s.l.m.;
- Terragnolo è alle pendici del Monte Pasubio, nella valle di Terragnolo, ad un'altitudine di 785 m s.l.m.;
- La Vallarsa è una valle i cui centri abitati si trovano a varie altitudini, comprese tra i 300 metri e gli oltre 1000 metri del Pian delle Fugazze;
- Brentonico sorge sull'omonimo altopiano ad un'altezza di 698 m s.l.m.

Nella stagione invernale le precipitazioni a carattere nevoso sono molto più abbondanti in tali località, piuttosto che nei comuni di valle, e durante l'anno le temperature risultano generalmente più fresche.

## Storia
La Comunità della Vallagarina fu prevista dalla legge provinciale 16 giugno 2006, n. 3 e ha sostituito gli organi del Comprensorio della Vallagarina a seguito del decreto del Presidente della Provincia del 15 dicembre 2010, n. 193. Il Comprensorio della Vallagarina è stato poi soppresso il 31 marzo 2011.

### Simboli
Stemma: Blasonatura: Troncato semipartito. Sopra, d'azzurro alla catena montuosa di verde, le cime coperte di neve, percorsa da una fascia ondata d'azzurro accostata da due fasce d'argento, il tutto caricato di una torre d'argento merlata alla ghibellina, finestrata e murata di nero. Sotto, nel primo di rosso al leone d'argento rivoltato trifidamente caudato, nel secondo d'azzurro al leone di S. Marco d'oro.
Ornamenti: Un cartiglio d'oro col motto ‘CIVITAS LAGARIS‘ in lettere nere. (Statuto)
(già usato dal Comprensorio (D.G.P. 27/04/1990))

## Comuni appartenenti
| Stemma | Comune         | Popolazione | Altitudine | Superficie |
| ------ | -------------- | ----------- | ---------- | ---------- |
|        | Ala            | 8775        | 180        | 119,87     |
|        | Avio           | 4104        | 131        | 68,83      |
|        | Besenello      | 2749        | 218        | 25,99      |
|        | Brentonico     | 4046        | 698        | 62,67      |
|        | Calliano       | 2018        | 186        | 10,16      |
|        | Isera          | 2771        | 240        | 14,14      |
|        | Mori           | 10045       | 204        | 34,54      |
|        | Nogaredo       | 2049        | 216        | 3,64       |
|        | Nomi           | 1300        | 180        | 6,49       |
|        | Pomarolo       | 2448        | 206        | 9,26       |
|        | Ronzo-Chienis  | 992         | 1.000      | 13,19      |
|        | Rovereto       | 39819       | 204        | 50,90      |
|        | Terragnolo     | 703         | 785        | 39,50      |
|        | Trambileno     | 1455        | 525        | 50,21      |
|        | Vallarsa       | 1351        | 667        | 78,38      |
|        | Villa Lagarina | 3873        | 180        | 24,09      |
|        | Volano         | 3061        | 190        | 10,76      |

1. ↑  Dati ISPAT aggiornati al 1º gennaio 2022
2. ↑  Dati espressi in metri sul livello del mare
3. ↑  Dati espressi in km²

## Amministrazione

### Assetto amministrativo
- Presidente: Stefano Bisoffi
- Vicepresidente: Alberto Scerbo
- Comitato esecutivo: Presidente e 4 componenti
- Consiglio dei sindaci: Presidente e 17 componenti
- Assemblea per la Pianificazione Urbanistica e lo sviluppo: Presidente e 41 componenti
- Inizio mandato: 22 agosto 2022

### Gemellaggi
- Bento Gonçalves (Rio Grande do Sul), dal 2007[8]
- Oaxaca de Juárez, dal 2015[9]